# جزیره (رمان)
جزیره (به انگلیسی: Island) نام یک کتاب ادبی است که توسط آلدوس هاکسلی، نویسندهٔ اهل انگلستان نوشته شده‌است. این کتاب یکی از آثار مشهور ادبی جهان است.